# Кутушев, Феттях Халимович
Феття́х Хали́мович Куту́шев (тат. Фәттах Хәлим улы Кутушев; 8 апреля 1923, дер. Чёрный Студенец, Пензенская губерния — 12 ноября 2010, Санкт-Петербург) — советский хирург, доктор медицинских наук (1959), профессор. Главный хирург Ленинграда (1964—1987). Лауреат премии Совета Министров СССР (1986), Заслуженный деятель науки России.

## Биография
Родился 8 апреля 1923 в татарской деревне Черный Студенец в зажиточной многодетной крестьянской семье. При раскулачивании семью отправили в товарных вагонах в Северный Казахстан, из восьми детей осталось трое.
В 1932 году семья поселилась в Ленинграде на Охте. Первоначальные проблемы с русским языком не помешали Феттяху Кутушеву к окончанию школы стать одним из лучших учеников, его отличали большая любознательность и активность, что вылилось в посещении разнообразных кружков и секций, которых в 1930-е годы было множество в школе и Дворце Пионеров (Аничков дворец). Особый интерес школьник Кутушев проявлял к литературе и искусству, но успевал помогать семье, подрабатывая спасателем на Неве.

### Великая Отечественная война

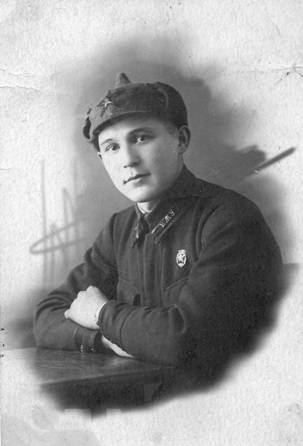
Ф. Х. Кутушев — курсант военно-медицинского училища имени Н. А. Щорса (1941)

После окончания школы 5.6.1941 поступил в военно-медицинское училище им. Н. А. Щорса. С началом войны училище было эвакуировано в Омск для подготовки санинструкторов на краткосрочных курсах.
С июля 1942 года в должности командира санитарного взвода 86-го стрелкового полка (180-я стрелковая дивизия) участвовал в боях под г. Ржевом; 24.8.1942 был тяжело ранен. Его случайно спасли разведчики, переправлявшиеся через линию фронта. Длительное лечение и многочисленные операции в госпиталях позволили сохранить не только жизнь, но и ногу, что укрепило желание Феттяха Халимовича посвятить себя медицине. Демобилизован 21.9.1943.

### После войны
В 1944 году вернулся в Ленинград, получил комнату в большой коммунальной квартире на ул. Лебедева недалеко от Ленинградского педиатрического медицинского института, которым руководила Юлия Ароновна Менделева. Вопреки закончившемуся приёму, но благодаря наличию у Феттяха Кутушева справки о поступлении в Казанский мединститут в процессе эшелонирования по ранению, Юлия Ароновна приняла на «женский» курс третьего юношу. После окончания института профессор А. В. Шацкий, заведующий кафедрой детской хирургии, взял Феттяха Кутушева в клиническую ординатуру.
Следующим шагом на пути к вершинам хирургии стало поступление в аспирантуру Военно-медицинской Академии (ВМА) к известному хирургу — академику Петру Андреевичу Куприянову. Именно в академической группе П. А. Куприянова он сделал первые шаги в большой торакальной хирургии и вошел в историю как один из пионеров отечественной кардиохирургии, выполняя сложные операции при пороках сердца у детей и взрослых, а также операции при лёгочной патологии.
В период аспирантуры и написания докторской преподавал в медучилище, работал в пионерлагерях, консультировал и оперировал в тюремной больнице строгого режима, что однажды едва не стоило ему жизни (один из выздоравливающих пациентов в «благодарность» хотел опробовать на нем «новую заточку»). Активное участие в разработке и освоении методик диагностики и лечения привело к клинической смерти доктора Кутушева (1955) — электрошок из-за неисправности электрооборудования при выполнении пациенту зондирования сердца под рентгеновским контролем. О молодом ученике академика П. А. Куприянове, Феттяхе Халимовиче Кутушеве написано в первой главе книги Марка Поповского.
Школа академика Петра Андреевича Куприянова насчитывает большое число учеников, ставших известными хирургами. Сверстниками Ф. Х. Кутушева были будущие профессора, академики: Феликс Владимирович Баллюзек, Владимир Иванович Бураковский, Сурхаб Алиевич Гаджиев, Анатолий Пантелеймонович Колесов, Виктор Леонидович Толузаков, Борис Степанович Уваров. После смерти П. А. Куприянова в 1963 году начальником клиники торакальной хирургии стал полковник медицинской службы профессор А. П. Колесов, его заместителем — профессор Ф. Х. Кутушев.

### Работа на кафедре общей хирургии Ленинградского Педиатрического медицинского института
В 1964 году избран по конкурсу на должность заведующего кафедрой общей хирургии Ленинградского Педиатрического медицинского института (ректор Е. П. Семёнова). Основной клинической базой кафедры была городская больница № 16 им. В. В. Куйбышева (ныне — Мариинская больница).

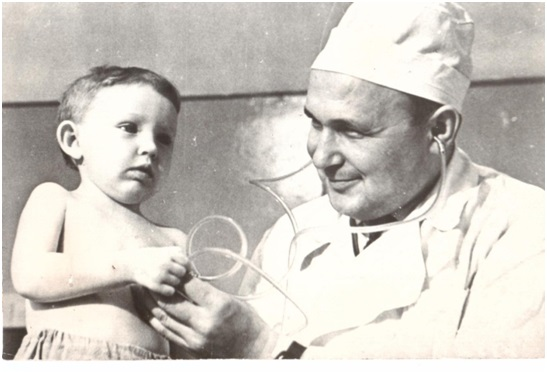
Ф. Х. Кутушев с пациенткой (4-е сутки после операции на сердце, 1966)

Ф. Х. Кутушева отличали виртуозная разноплановая мануальная техника, блестящая врачебной интуиция, постоянная готовность помочь коллегам и пациентам. Сотрудниками кафедры в разные годы были: А. В. Андреев, Г. О. Багатурия, Л. Д. Бечвая, Н. А. Дваладзе, П. Т. Волков, Е. Ф. Зуев, В. И. Иванов, Т. Т. Кикачеишвили, А. С. Либов, Н. В. Мичурин, А. А. Редько, Т. С. Самойлова, А. Н. Соринов, Ю. А. Спесивцев, Г. И. Татеосов, В. В. Чаленко, В. В. Чернявский — заведующего кафедрой связывало уважение и взаимопомощь во всех жизненных ситуациях.
В 1960—1970-е годы на клинических базах кафедры функционировали центры по лечению онкологических заболеваний лёгких, где были разработаны методы раннего распознавания рака лёгкого и реализованы способы как экономных, так и расширенных, комбинированных операций применительно к распространенности первичного очага заболевания.
В 1970-е годы он активно и с хорошими результатами оперировал пациентов с тяжёлыми формами ожирения (отключение части тонкой кишки). Поддержал внедрение и развитие эндогенных методов очищения крови. Несомненно, его «коньком» были торакальные операции, которые он блестяще выполнял большей частью при раке лёгкого.

### Работа в Мариинской больнице
Серьезные организаторские способности Феттях Халимович проявил при обустройстве хирургической клиники в выстроенном в конце 1960-х годов многоэтажном хирургическом корпусе больницы № 16. В Мариинской больнице Ф. Х. Кутушев проработал почти 40 лет. После ухода на пенсию в возрасте 80 лет принимал активное участие в обсуждении перспективных планов Мариинской больницы с коллегами хирургами, администрацией больницы — профессором Олегом Владиславовичем Емельяновым и профессором Ларисой Васильевной Щегловой.

### Главный хирург Ленинграда
В 1964—1987 годы, одновременно с работой в ЛПМИ, являлся главным хирургом Ленинграда. В эти годы им были созданы: городской гнойно-септический центр в больнице им. Софьи Перовской, которым руководил Юрий Александрович Спесивцев; уникальная «клиника травмы груди и живота» на базе 4-го хирургического отделения Мариинской больницы, заведующим которой стал его ученик Шамиль Камилевич Уракчеев. Актуальность и «востребованность» такого рода клиники стали особенно ясны в «лихие» 1990-е годы, когда по скорой помощи в центральную больницу, на углу Невского и Литейного проспектов, привозили пациентов с ножевыми и пулевыми ранениями, и им экстренно оказывалась высоко квалифицированная помощь.

Непрерывный рост поступления больных, особенно с торакальной травмой, подсказал необходимость круглосуточного оказания помощи пострадавшим в течение всей недели. Таким образом, с 1989 года отделение функционирует без дня простоя. За 30 лет в отделении лечилось более 40 тысяч пострадавших. Накоплен большой практический опыт, позволивший выработать определенные диагностические подходы и оптимальную хирургическую тактику при каждом виде повреждений того или иного органа или области. Практически нет ни одного органа грудной клетки и живота, повреждения которого не встретилось бы в практике работы отделения. За 30 лет в отделении пролечены 290 пострадавших с ранениями сердца и перикарда (для сравнения -во время войны в Афганистане советскими военными хирургами было прооперировано 53 ранения сердца), более 500 пострадавших с сочетанными торакоабдоминальными ранениями, более 2000 больных с проникающими ранениями живота. Опыт работы отделения подсказывает, что успех оказания помощи пострадавшим во многом зависит от организационных вопросов, своевременной диагностики характера и степени повреждений, выбора наиболее оптимальной хирургической тактики….— из доклада Ш. К. Уракчеева на заседании Пироговского общества хирургов № 2431 от 28 мая 2014 года, посвященного профессору Ф. Х. Кутушеву.
Наряду с организационной деятельностью Ф. Х. Кутушев как главный хирург города консультировал тяжёлых больных, выезжал на сложнейшие операции в различные клиники не только Ленинграда, но и других городов СССР. Как говорили его коллеги, он был хирург от Бога, ему были подвластны все виды хирургических вмешательств как в грудной, так и в брюшной полости. Это была разумная хирургическая смелость. Хирурги города с большой теплотой отзывались о Ф. Х. Кутушеве, который их учил и часто оберегал от незаслуженных упреков.

У профессора Кутушева мы учились не только хирургии, но и доброте, мужеству, цивилизованному национализму. Всё, что он сделал, является образцом для подражания…— из выступления А. А. Редько
Похоронен на кладбище п. Песочный (Санкт-Петербург).

## Научная деятельность
В 1953 году защитил кандидатскую, в 1959 — докторскую диссертацию. Профессор (1964).
Несколько раз избирался председателем правления хирургического общества Н. И. Пирогова; избран Почётным председателем этого общества.
Подготовил 27 кандидатов и 8 докторов наук. Более 450 раз выступал официальным оппонентом на защитах диссертаций. Автор 12 монографий и более 200 научных работ, а также изобретений.

### Избранные труды
- Волков П. Т., Либов А. С., Мичурин Н. В., Кутушев Ф. Х. Учение о повязках. — Л.: Медицина, 1974. — 119 с. — (Библиотека практического врача). — 15 000 экз.
- Либов А. С., Мичурин Н. В., Волков П. Т., Кутушев Ф. Х. Атлас мягких бинтовых повязок. — Л.: Медицина, 1978. — 200 с. — 20 000 экз.
- Кутушев Ф. Х. Диагностика и хирургическое лечение открытого артериального протока / под ред. П. А. Куприянова. — Л.: Медгиз, 1960. — 204 с.
- Кутушев Ф. Х. Диагностика и хирургическое лечение открытого артериального протока : Автореф. дис. … д-ра мед. наук / Воен.-мед. акад. им. С. М. Кирова. — Л., 1959. — 25 с.
- Кутушев Ф. Х. Предупреждение и лечение эмпием плевры после удаления легкого : [(Клинико-эксперим. исследование)] : Реф. дис. … канд. мед. наук. — Л., 1953. — 22 с.
- Кутушев Ф. Х., Гвоздев М. П., Филин В. И., Либов А. С. Неотложная хирургия груди и живота : (Ошибки диагностики и тактики). — Л. : Медицина, 1984. — 248 с. — 35 000 экз.
- Кутушев Ф. Х., Либов А. С., Волков П. Т. Острая хирургическая инфекция в практике фельдшера и медицинской сестры. — Л.: Медицина, 1978. — 229 с. — (Библиотека среднего медработника). — 30 000 экз.
- Кутушев Ф. Х., Либов А. С., Мичурин Н. В. и др. Справочник хирурга поликлиники. — Л. : Медицина, 1982. — 295 с. — 100 000 экз.

редактор
- Вопросы практической медицины : [Сб. ст.] / Под ред. С. Я. Кофмана и Ф. Х. Кутушева. — Л.: Б. и., 1966. — 219 с. — (Тр. / Ленинградский педиатрический мед. ин-т ; 40).
- Вопросы торакальной и абдоминальной хирургии: Тр. Ленинградского педиатрического мед. ин-та / Под ред. Ф. Х. Кутушева. — Л.: ЛПМИ, 1970. — Т. 54. — 400 с.
- О проведении практических занятий по общей хирургии : (Метод. пособие для преподавателей) / Под ред. Ф. Х. Кутушева; Ленингр. педиатр. мед. ин-т. — Л., 1969. — 95 с. — 1000 экз.

## Награды
- медали: За победу над Германией[3]
- Орден Красной Звезды (6.11.1947)[3]
- Орден Отечественной войны 1-й степени[4]
- Премия Совета Министров СССР (1986)[4] — за методику фотомодификации крови (в составе коллектива авторов)

## Память
Мемориальная доска установлена на 7-м корпусе (литер И) Мариинской больницы.

## Семья
Жена — Махруся Айнутдиновна Кутушева (урожд. Кутуева; 4.10.1920, дер. Чурино, ныне Краснослободский район — 2013, Санкт-Петербург).
Дочь — Адилия Феттяховна Урманчеева (4.1.1951, Ленинград) — онкогинеколог, ведущий научный сотрудник НИИ онкологии им. Н. Н. Петрова, профессор кафедры онкологии Северо-Западного медицинского университета им. И. И. Мечникова, президент Российского общества онкогинекологов, заслуженный врач России.
Дочь — Галия Феттяховна Кутушева (30.9.1955, Ленинград) — акушер-гинеколог, профессор; заведующая кафедрой детской гинекологии и женской репродуктологии Санкт-Петербургского государственного педиатрического медицинского университета, проректор Санкт-Петербургской государственной педиатрической медицинской академии (2002—2010).
Внучка — Елена Александровна Ульрих (20.3.1974, Ленинград) — гинеколог, профессор кафедры детской гинекологии и женской репродуктологии Санкт-Петербургской государственной педиатрической медицинской академии, профессор кафедры онкологии Северо-Западного медицинского университета им. И. И. Мечникова, эксперт Европейского общества онкологов-гинекологов.